# 笛子

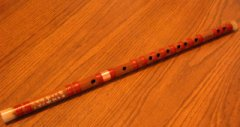
F調梆笛

笛子，又称竹笛，是源自於中國的吹奏乐器。最早被發現的笛為賈湖文化遺址出土的7孔骨笛，約有7000年歷史。笛子在民間音樂、戲曲、民族樂團、交响乐团和现代音乐中运用，一般分為南方的曲笛和北方的梆笛。笛子多為竹製作，主要為苦竹與紫竹，近來也有使用湘妃竹，也有以木、玉等材料製笛。閩南語稱笛為為品仔或品蕭。

## 發音原理

### 邊稜效應
將吹孔邊造成特定角度的邊稜，吹笛時氣流切過邊稜，一部份氣流離開笛子，一部份氣流進入笛子，從而產生一定頻率的振動而發聲。

### 共鳴效應
吹笛時，進入笛子的氣流呈螺旋方式打轉前進，直到離開笛子為止，在此過程管內空氣柱依管腔的直徑和長度，產生不同頻率的共鳴，從而產生音高。

## 竹笛的傳說

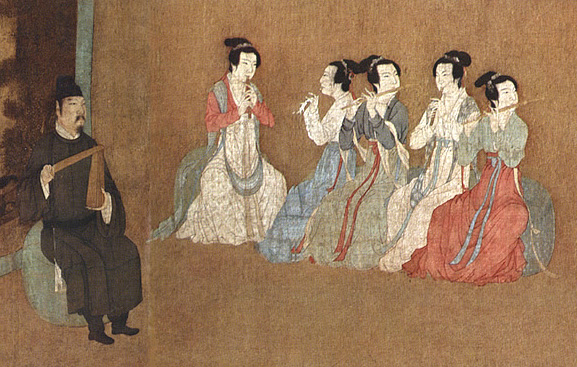
《韩熙载夜宴图》局部

竹笛之由來其說不一，亦無正式記錄為何人發明，曾有人認為笛為伶倫所制，雖有「伶倫制律」、“伶倫制簫”、“伶倫制管”、“伶倫制筩”等說，然不足以為伶倫制笛之据。另一傳說笛為丘仲所制

## 樂器發展
笛子的按孔原是等距排列的。為了能夠較為準確的半音，而將右邊二孔的距離增大，左邊二孔和中間二孔的距離減小。後出現銅製的「侵」調節音高的笛子，但音色與全竹製笛子稍有不同。
笛子原沒有笛膜，很可能是用手頭現成的物料蓋住意外多鑽出來的孔，發現比原來笛子的音色更清脆。笛竹製的竹膜容易破碎，腸衣膜音色不夠竹膜清脆。蘆葦笛膜含兩者長處，現為普遍使用。
為適應新的演奏需要，笛子的音域越來越寬廣。從6孔笛，發展出了7孔笛、8孔笛、10孔笛、11孔笛。按孔方式也趨同於木管樂器的演奏技巧。新類型笛子相繼出現：彎管笛為應付笛身的增長；拉笛可以模仿絃樂器的音色；口笛擅長模仿鳥類的叫聲。

## 笛子種類

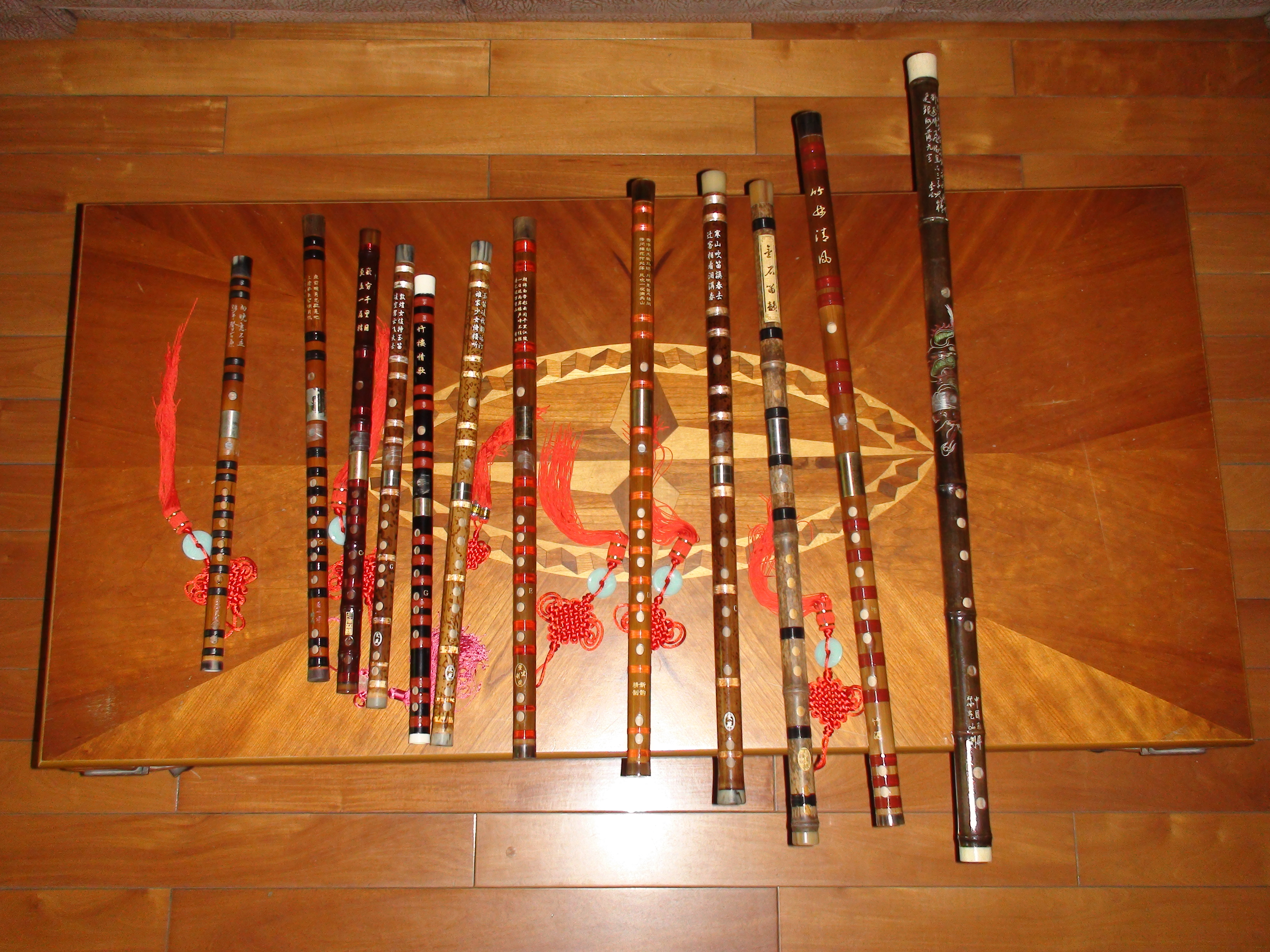
不同调、不同大小的笛子

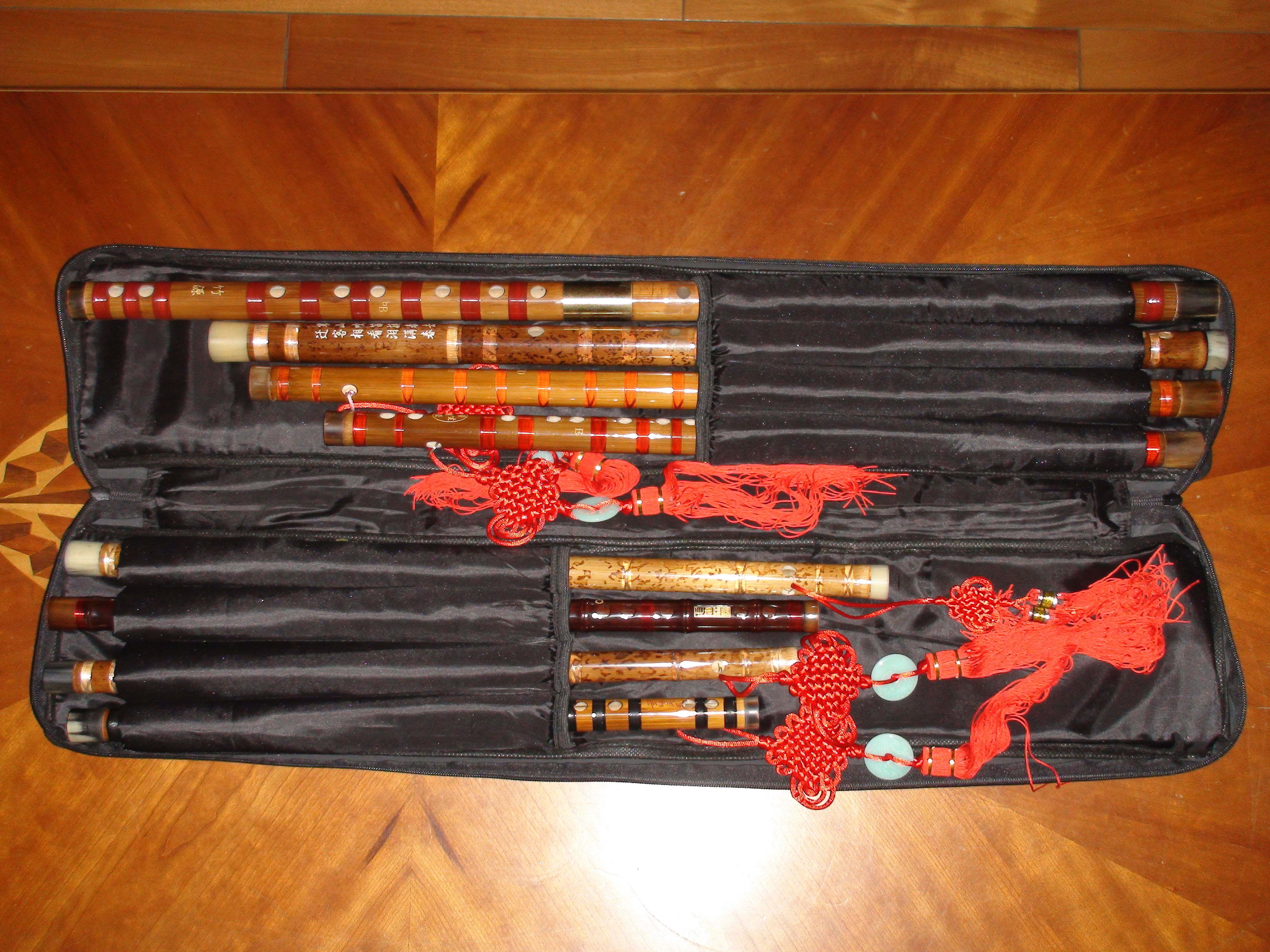
一包笛子

可分為有笛膜與無笛膜。有膜笛按其長度及音域分成小笛、梆笛、曲笛、大笛，無笛膜的為新笛（11孔笛）、口笛等。作為一種主要的獨奏與合奏樂器在不斷發展，也出現各種調式的笛子（從最低音孔開始的第3孔音高定為該笛子的調式），另有訂製的「巨笛」，需由多人演奏。
- 梆笛（短膜笛）主要流傳於北方，用於戲曲梆子腔音樂的伴奏及北方民間器樂合奏，相比於曲笛，其管身略短，管徑略小；音調高亢明亮，節奏活潑跳動，演奏上以用舌的技巧為特長。常用的有F調梆笛和G調梆笛。
  - F笛
  - G笛
  - A笛

- 小梆笛（小笛）比梆笛更短更高音。通常大約是C至D調。
  - 小降B笛
  - 小C笛
  - 小D笛

- 曲笛（長膜笛），又名中笛、市笛、扎線笛、班笛、蘇笛，主要流傳於南方，用於崑曲伴奏及南方民間器樂合奏（如江南絲竹），故又稱崑笛。音調渾厚圓潤，柔美流暢，演奏上以用氣的技巧為特長。常用的有C調曲笛、D調曲笛與中音笛（E調笛）。早期亦有班笛(絲竹笛)之別，略細於曲笛，主要用於演奏十番、絲竹為主的堂名班、樂班。
  - C笛
  - D笛
  - E笛

- 大笛亦稱為低音笛，有笛膜，但比曲笛長和低音。（調性為Bb至F）。
  - 大G笛
  - 大F笛
  - 大A笛
  - 大Bb笛

- 新笛（无膜笛，橫簫，十一孔笛）是沒有膜孔的笛，是近代民族樂團的產物，在樂隊中起著協調的作用。

- 倍低音笛
  - 倍大C笛
  - 倍大D笛
  - 倍大E笛

- 均孔笛，多為傳統音樂使用，比如說崑曲、十番音樂、二人台等等。傳統均孔笛約在D笛與C笛之間，或是降E笛。

## 技法

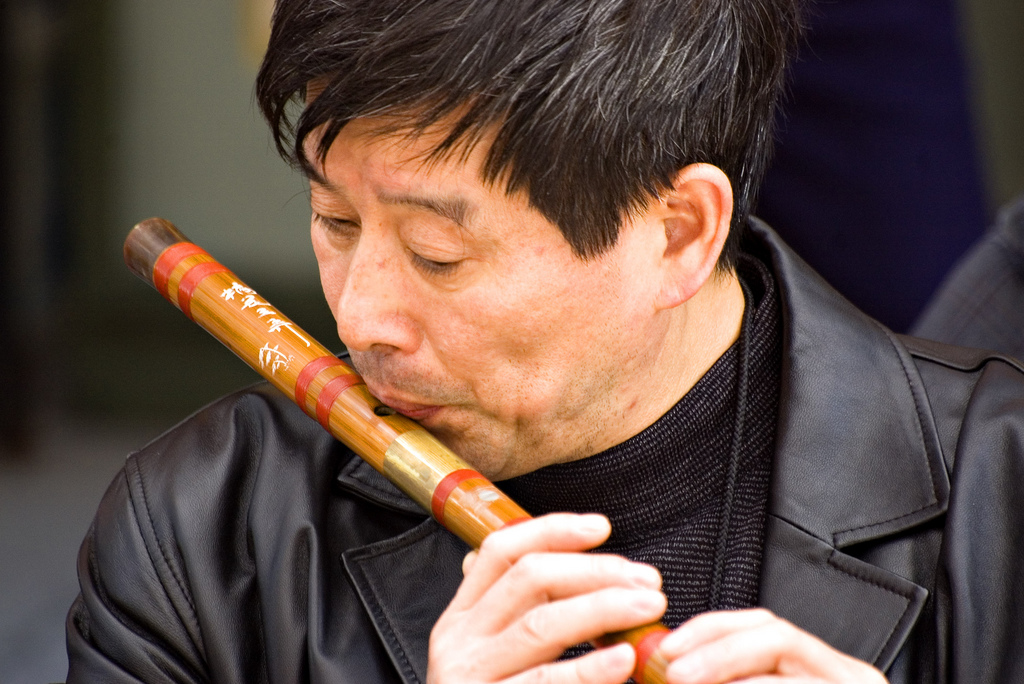
笛子演奏者，美国旧金山唐人街上的街头广东民乐队成员

笛子傳統上分南北二派：南派常用顫音、疊音、贈音、打音等技巧，較婉約抒情。北派多用吐音、滑音、剁音、花舌等技巧，較活潑花俏。
循环换气、循环吐气、循環雙吐、揉音法、包吹法、吼音、打孔音、飞指、大七度揉音、口哨音等技法相繼被發明。

## 製作
製作笛子常見採用苦竹、紫竹，在陰乾以後基本上要經過裁料、烤直、上漆、鑽孔、校音、纏線、刻字等工序。
比較著名的笛子製作師有：董雪華、林谷珍、羅剛、
黃朝慶、李錫奇(製作10孔笛)、王益亮、 應明章、 黃衛東、鄒敘生等。

## 笛子音樂發展
笛子最初稱為滌；到唐代出現尺八，以其長度一尺八寸得名，後來傳到日本，成為日本古典音樂的代表樂器之一。尺八也是南音的主要樂器。
東晉詩人伏滔有〈長笛賦〉，曾述及漢晉以來的竹笛文化。東晉名臣桓伊有「笛聖」之稱，曾擁有蔡邕所製作的名笛柯亭笛，並編奏出《梅花三弄》，流傳至今。
当代，中华人民共和国初期，由於當時獨奏曲目的數量未能應付頻繁的演出，而大多接專業作曲家並不熱衷為笛子創作，因此責任便落於演奏家的身上。1950年代兼任作曲的演奏家雖然在能力和條件上存在著問題和困難，但也盡力滿足國家的需要，這是一個非常典型的共產主義國家的藝術發展的例子。當時的演奏家通常沒有接受過專業作曲訓練，作品的發展受到局限。他們的創作動機大多是表現自己在音樂上的能力，如個人的技術和風格等，而音樂素材多為民間音樂及戲曲音樂，輔以放慢加花、變奏等創作手法來作曲，作品往往顯得過於單調及缺乏創造力。
「文化大革命」期間，笛子演奏家的演奏及創作自由被干涉，如陸春齡、趙松庭等在「文革」前已成名的笛子演奏家皆受到迫害。所以在文化大革命時期並沒有太多傑出的作品面世，創作技巧亦沒有突破性發展，此時期笛子作品的標題和主題均極富該時代的政治色彩。
1950年代以後，中國演奏家開始改編蘇聯及東歐等地區的民間樂曲。羅馬尼亞民間樂曲《霍拉舞曲》被劉森於1950年代改編為笛子獨奏曲，匈牙利音樂風格創作的《流浪者之歌》、俄羅斯作曲家尼古拉·里姆斯基-科萨科夫創作的《野蜂飛舞》及捷克民間舞蹈為素材的《單簧管波爾卡》等均被移植為笛子獨奏曲，演奏家們籍著演奏這些高難度的改編樂曲以表現個人的技術水準。
1980年代以後至今，部份音樂學院的作曲系學生在創作中加入現代音樂的元素。民族樂器獨特的聲響吸引新作曲家的興趣，一些注重聲響效果的現代樂曲因而出現。較成功的作品有譚盾的《竹跡》、楊青的《醉笛》、莫凡的《綠洲 (笛子)》、李博禪的《熱情與冷漠的邂逅》、《竹石》......等。
專業作曲家以樂譜清楚交代作曲家對演奏者在演奏時的力度變化，亦增強笛子在音色上的變化；並大量運用複雜的節奏組合、多調性、大量半音等現代作曲技巧。並由過去以大型民族樂團伴奏改為以室內樂伴奏為主。

## 演奏家
- 馮子存（1904年－1987年），前中國音樂學院教授，代表作《喜相逢》、《五梆子》、《黃鶯亮翅》、《放風箏》、《掛紅燈》、《萬年紅》。
- 劉管樂（1918年－1990年），代表作《蔭中鳥》、《和平鴿》、《賣菜》、《茉莉花》。
- 陸春齡（1921年－2018年），前上海音樂學院教授，代表作《江南春》、《喜報》、《今昔》、《鷓鴣飛》、《行街》、《小放牛》、《歡樂歌》。
- 趙松庭（1923年－2001年）代表作《早晨》、《三五七》、《婺江风光》。
- 江先渭（1924年－），代表作《姑蘇行》。
- 俞遜發 ( 1946年 - 2006年 )，被稱為「中國魔笛」
- 王鐵錘，中央民族樂團一級演奏員
- 陳中申，前臺北市立國樂團指揮